# ウラジロモミ
ウラジロモミ（裏白樅、学名：Abies homolepis）は、マツ科モミ属の常緑針葉樹。日本の特産種である。別名はダケモミ、ニッコウモミ。

## 特徴
モミよりも寒冷な気候を好み、福島県から四国までの温帯北部（落葉広葉樹林帯）から亜高山帯下部に分布する。本州中部では、おおよそ高度1000mでモミと入れ替わり、1700-800mでシラビソと入れ替わる。
大きいものでは樹高40m、直径2mにも達する場合がある。葉の裏側が白いためこの名が付いている。モミに似るが、葉先はモミほど鋭く2裂しない、若枝は無毛である、などの違いがある。葉の長さは1.5-2.5cm、球果はモミより若干小さく、長さ6-13cm程度。はじめ暗紫色、熟成すると黄褐色を帯びる。
ブナ林やスギ・ヒノキの人工林でそれらの木の陰に生える。（ブナやスギ・ヒノキよりもさらに暗い場所を好むため）
関東地方・中部地方には、モミとウラジロモミの雑種であるミツミネモミ Abies x umbellata が分布する。